# نهر معرض للخطر

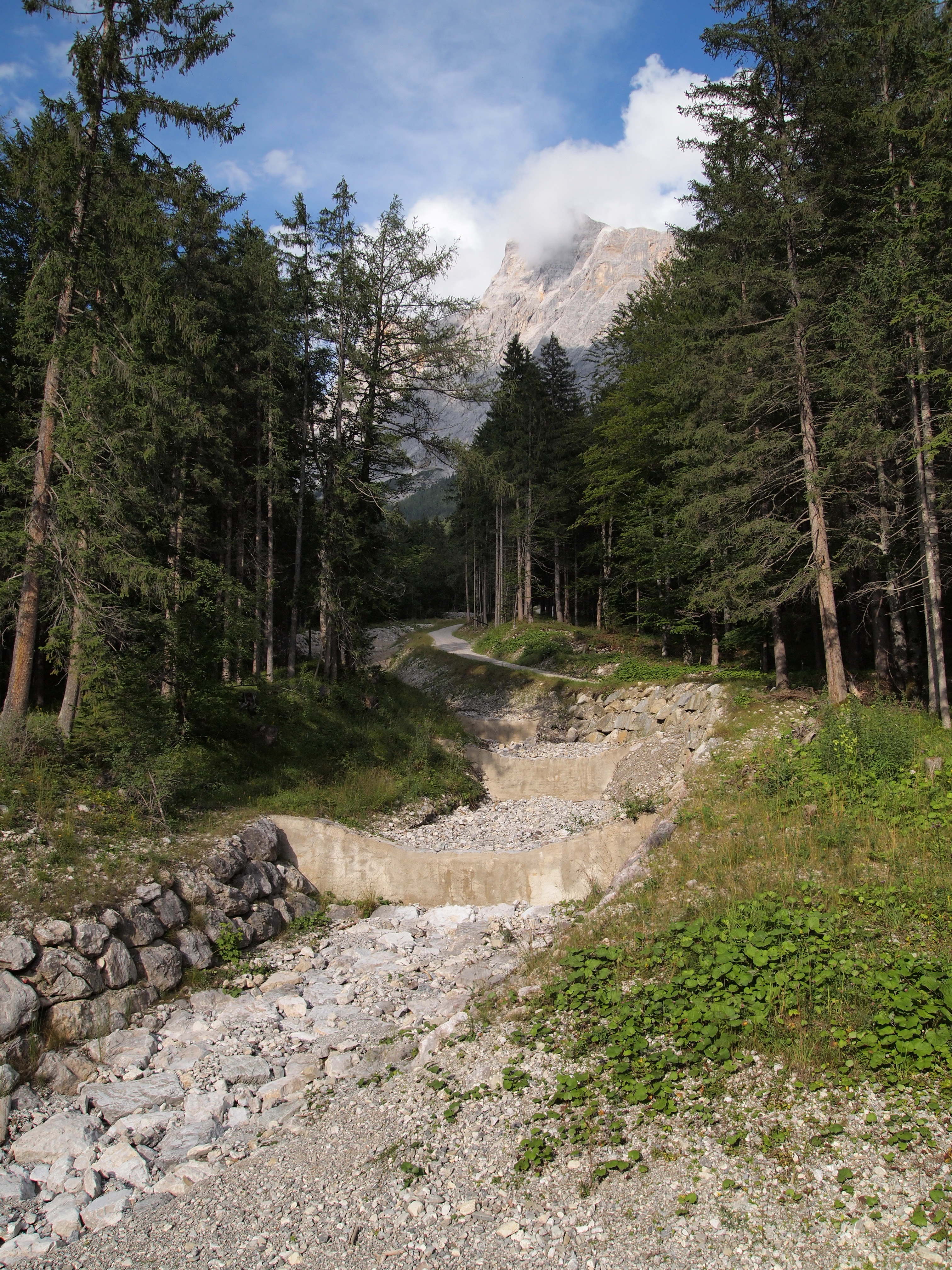
نهر جفت مياهه في تيرول

النهر المعرض للخطر، هو النهر الذي يمكن أن يجف جزئيًا أو كليًا، أو هو النهر الذي يُعتقد أنه عُرضة للمشاكل البيئية الحالية أو التي قد تحدث في المستقبل القريب. تُعد بعض هذه القضايا طبيعية بينما البعض الآخر هو نتيجة مباشرة للتنمية البشرية. نشرت المنظمات بما في ذلك الصندوق العالمي للطبيعة (دبليو دبليو إف) قوائم الأنهار المعرضة للخطر، وقد تضمنت قائمة (دبليو دبليو إف) لعام 2007 أنهار الدانوب والنيل وريو غراندي، من بين أنهار أخرى، مُشيرة إلى أن «الأنهار العظيمة هذه» كانت في خطر «ولم يعد من الممكن التأكد من وصولها إلى البحر دون عوائق». أفادت إدارة المتنزهات الوطنية الأمريكية في عام 2015 أن جزءًا من ريو غراندي «غالبًا ما يكون جافًا». قد تكون الأخطار نتيجة للتغير الطبيعي للأوضاع في البيئة المحلية ولكن الكثير منها بسبب مشاريع التنمية البشرية مثل السدود والري. وتسبب البشر أيضًا في تلوث كبير للمياه الأمر الذي يجعل حياة المعتمدين على مصدر المياه عُرضة للخطر.

## الأهمية
تُعد الأنهار وفقًا لمستجمعات الأنهار المائية التابعة لمعهد الموارد العالمية (دبليو آر آي) «موارد لا غنى عنها لمليارات من الناس والشركات والمزارع والنظم البيئية»، ولكن الكثير منها يعاني من «ندرة المياه»، تنص أيضًا على أن العديد من الأنهار الرئيسية حول العالم أصبحت مستنفدة لدرجة أنها قد تفشل في الوصول إلى وجهاتها. تشكل ندرة المياه خطراً على جميع أشكال الحياة التي تعتمد على المصدر المائي.

## المخاطر على الأنهار
تواجه الأنهار أخطارًا كثيرة، سواء كانت طبيعية أو بشرية الصنع. يمكن أن يكون لتغير المناخ تأثير كبير على الأنهار، سواء كانت إيجابية أو سلبية، إذ يمكن اعتبار هذا الأمر نتيجة غير مباشرة للتنمية البشرية. يمكن أن تجف الأنهار بشكل كامل أو جزئي في المنطقة ذات الهطول المطري المنخفض أو ذات درجات الحرارة المرتفعة. هذا يعني غالبًا أن الماء لم يعد يبلغ مصب النهر.
يمكن أن تتعرض النبيت والمجموعات الحيوانية في المنطقة للتغيير ويمكن أن يكون لها تأثير كبير على المناظر الطبيعية والبيئة المحلية. يمكن للأنواع المجتاحة أن تنتقل إلى منطقة ما أو أن يدخلها البشر، وتُعد حالة القنادس التي أُدخلت إلى أرض النار في عام 1946 أحد الأمثلة المحددة عليها، إذ نُقل 20 حيوانًا فقط إلى المنطقة، وتكاثرت بسرعة دون وجود مفترس طبيعي يحد من أعدادها، وقد كان تأثيرها على المنطقة، من خلال القضم المدمر للأشجار وبناء السدود الخاصة بها، كبيرًا بما يكفي ليدفع البشر لمحاولة التراجع عن خطأهم من خلال إنشاء برنامج للقضاء على القندس. ساهمت البرك التي أنشأتها القنادس، والتي يبلغ عددها الآن عشرات الآلاف، بشكل كبير في زيادة كمية المواد العضوية التي تحتفظ بها الأنهار والتي تسبب بعد ذلك المزيد من المشاكل في المصب.